# Coatlicue
Coatlicue (krilo kač) je v azteški mitologiji boginja zemlje, ognja in rodovitnosti ter mati južnih zvezd.
Upodobljena je kot pošast.
Je mati Huitzilopochtlija.